# Banana
 Ovo je glavno značenje pojma Banana. Za druga značenja pogledajte Banana (razdvojba).
Banana je plod zeljastih biljaka i ekonomski važne vrste (Musa sapientium) iz porodice Musaceae, koji ljude koriste u prehrani kao voće.
Banana je voće, koje je s botaničkog gledišta bobica. Ona je plod nekoliko velikih zeljastih kritosjemenjača iz roda Musa. (U nekim zemljama, banane koje se koriste za kuhanje nazivaju se plantanima.) Ovo voće varira u pogledu veličine, boje i čvrstoće, iako je obično izduženo i povijeno, s mekanim plodom bogatim škrobom, pokrivenim korom koja može biti zelena, žuta, crvena, purpurna, ili smeđa kod sazrelog voća. Plodovi rastu u grupama koje vise s vrha biljke. Skoro sve moderne jestive partenokarpne (besjemene) banane potječu iz dvije divlje vrste – Musa acuminata i Musa balbisiana. Znanstvena imena najviše uzgajanih vrsta banana su: Musa acuminata, Musa balbisiana, i Musa × paradisiaca za hibrid Musa acuminata × M. balbisiana, u ovisnosti od njihove genomske konstitucije. Starije znanstveno ime Musa sapientum više se ne koristi.
Prirodno stanište vrsta Musa su tropski predjeli Indomalezije i Australije i pretpostavlja se da je do domestikacije prvobitno došlo u Papui Novoj Gvineji. Banane se uzgajaju u bar 107 zemalja, prvenstveno radi ploda, i u manjoj mjeri zbog izrade vlakana, vina od banana i piva od banana, ili kao ukrasne biljke.
Ne postoji jasna razlika između pojmova „banane“ i „plantani“. U Americi i Europi termin „banana“ obično se odnosi na mekane, slatke, desertne banane, posebno one iz grupe Cavendish, koje su glavni izvozni proizvod zemalja koje uzgajaju banane. U kontrastu s tim, Musa kulture s čvršćim plodovima bogatije škrobom nazivaju se „plantani“. U drugim regijama svijeta, kao što je Jugoistočna Azija, mnogi drugi tipovi banana se uzgajaju i konzumiraju, tako da jednostavna dvodijelna podjela nije korisna i ne upotrebljava se u lokalnim jezicima.
Pojam „banana“  također se koristi kao zajedničko ime za druge biljke koje proizvode ovaj plod. Ono se može primijeniti na ostale članove roda Musa, kao što su skarlet banana (Musa coccinea), roza banana (Musa velutina) i Fe'i banana. Pojam se također može odnositi na članove roda Ensete, poput snježne banane (Ensete glaucum) i gospodarski važne lažne banana (Ensete ventricosum). Oba roda se svrstavaju u porodicu banana, Musaceae.

## Vanjske poveznice
|  | Zajednički poslužitelj ima stranicu o temi Banana     |
|  | Zajednički poslužitelj ima još gradiva o temi Bananas |